# Arizona-Grauhörnchen
Das Arizona-Grauhörnchen (Sciurus arizonensis) ist eine Hörnchenart aus der Gattung der Eichhörnchen (Sciurus). Es kommt im Süden der Vereinigten Staaten im Bundesstaat Arizona bis in den Westen von New Mexico und dem Norden des mexikanischen Bundesstaats Sonora vor.

## Merkmale
Das Arizona-Grauhörnchen erreicht eine Kopf-Rumpf-Länge von etwa 24,0 bis 26,0 Zentimetern, hinzu kommt ein etwa ebenso langer Schwanz. Das Gewicht der Tiere reicht von etwa 660 bis 740 Gramm. Das Rückenfell der Tiere ist silbergrau gefärbt, manchmal mit einem undeutlich braunen Rückenband. Der Bauch ist weiß bis cremefarben, zudem besitzt die Art einen auffällig weißen bis cremefarbenen Augenring.

## Verbreitung
Das Arizona-Grauhörnchen kommt im Süden der Vereinigten Staaten im Bundesstaat Arizona bis in den Westen von New Mexico und den Norden des mexikanischen Bundesstaats Sonora vor. Das Verbreitungsgebiet besteht aus drei voneinander getrennten (disjunkten) Regionen. Die nördlichste Population ist von Zentral-Arizona bis in den äußersten Westen von New Mexico südlich vom Mogollon Rim beheimatet, weitere befinden sich in isolierten Bergregionen im südlicheren Arizona und den bis in den Norden Mexikos reichenden Bergzügen im äußersten Süden Arizonas und Sonora. Die Höhenverbreitung reicht von etwa 1120 bis auf etwa 2700 Meter.

## Lebensweise

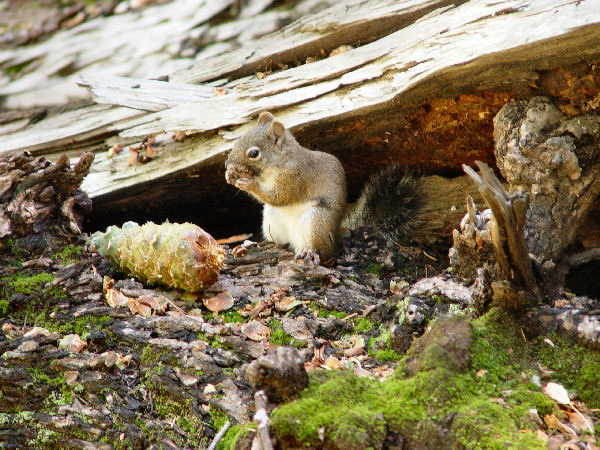
Arizona-Grauhörnchen bei der Nahrungsaufnahme

Das Arizona-Grauhörnchen lebt in den Bergregionen und Einzelbergen des Verbreitungsgebietes in Wäldern von den Eichen-Kiefer-Mischwäldern der niedrigeren Lagen bis zu den Nadel-Mischwäldern der höheren Lagen. Auch im Bereich von Flüssen mit dichter Vegetation aus Pappeln (Populus fremontii) und Platanen (Platanus wrightii) können die Tiere in höherer Bestandszahl vorkommen. Die Art ist tagaktiv, über ihre Lebensweise und Ökologie liegen nur vergleichsweise wenige Informationen vor. Die Tiere ernähren sich vor allem von Baumsamen sowie Blüten, seltener auch von Pilzen. Die Nahrungszusammensetzung ist aufgrund der sehr trockenen Lebensräume sehr stark abhängig von der Regenmenge und der dadurch vorhandenen Nahrungsquellen, die entsprechend über die Jahre stark variieren können. Die Nahrung suchen sie überwiegend am Boden und im Geäst der Bäume. Die in den Zapfen vorhandenen Samen der Kiefern, Fichten und Douglasfichten erreichen die Tiere, indem sie die einzelnen Schuppen entfernen. Auch Walnüsse und Eicheln werden gefressen, wenn sie verfügbar sind. Vorratslager werden nur selten angelegt, da die Tiere nicht überwintern. Wenn sie trotzdem Nahrung sammeln und horten, legen sie flache Lager in den oberen Bodenschichten oder zwischen Laub an. Die Männchen nutzen sehr große Territorien, die bis zu 113 Hektar umfassen, die der Weibchen sind mit maximal 14 Hektar deutlich kleiner und liegen innerhalb der männlichen, die sich auch überlappen.
Die Nester (Kobel) werden im freien Geäst der Bäume oder in Baumhöhlen von Bäumen mit großem Stammumfang gebaut, sie bestehen vor allem aus kleinen Ästen, Zweigen und Blättern. Die Nester können auch von mehreren Individuen genutzt werden. Sie werden sowohl als nächtlicher Schlafplatz als auch zur Jungenaufzucht verwendet. Die Fortpflanzung erfolgt saisonal und beginnt mit einem kurzen Östrus der Weibchen von Februar bis Mai, bei dem die Weibchen von mehreren Männchen begattet werden. Die Hoden der Männchen befinden sich dabei vom Winter bis Sommer im Hodensack unterhalb der Leiste und werden in eine Höhle in der Leistenregion zurückgezogen. Die Jungtiere werden im späten Frühjahr bis Sommer geboren, wobei der Wurf aus zwei bis vier Jungtieren besteht. Bei Untersuchungen im Jahr 2013 wurde nachgewiesen, dass die Fortpflanzungszeit über die Jahre variabel ist, abhängig von den verfügbaren Nahrungsressourcen. Der Stimulus für die Paarung geht dabei vom Weibchen aus, die Männchen sind entsprechend über einen längeren Zeitraum paarungsfähig.
Zu den wichtigsten Fressfeinden für die Hörnchen gehören Greifvögel und Raubtiere, hauptsächlich Füchse und der Rotluchs (Lynx rufus). Bei potenzieller Gefahr verhalten sich die Tiere in der Regel ruhig, manchmal geben sie jedoch auch bellende Alarmrufe aus erhöhten Positionen ab.

## Systematik
Das Arizona-Grauhörnchen wird als eigenständige Art innerhalb der Gattung der Eichhörnchen (Sciurus) eingeordnet, die aus fast 30 Arten besteht. Die wissenschaftliche Erstbeschreibung stammt von Elliott Coues aus dem Jahr 1867, der die Art anhand von Individuen aus dem Umland des historischen Fort Whipple nördlich von Prescott im Yavapai County, Arizona, beschrieb.
Die Unterteilung der Art in Unterarten unterscheidet sich in verschiedenen Dokumentationen, sie ist nicht abschließend geklärt; im aktuellen Standardwerk Squirrels of the World (Richard W. Thorington Jr., 2012) werden keine Unterarten unterschieden, der Autor verweist jedoch auf die Unstimmigkeit, da er im Jahr 2005 in Mammals of the World drei Unterarten beschrieben hatte, die sich mit den isolierten Vorkommen decken: Die Nominatform S. a. arizonensis aus dem Norden, S. a. catalinae im mittleren Teil und S. a. huachuca aus dem Süden.

## Status, Bedrohung und Schutz
Das Arizona-Grauhörnchen wird von der International Union for Conservation of Nature and Natural Resources (IUCN) aufgrund unzureichender Daten zu den Beständen der Art nicht in eine Gefährdungskategorie eingeordnet und stattdessen als „Data deficient“ gelistet. Die Art ist selten und nur lokal anzutreffen, die Bestandsgrößen sind unbekannt. Diese verändern sich zudem wahrscheinlich jährlich abhängig von der Verfügbarkeit von Nahrung. Als größte Bedrohung für die Bestände werden Lebensraumveränderungen aufgrund von Waldbränden im Verbreitungsgebiet betrachtet, hinzukommt der Lebensraumverlust durch den Holzeinschlag und die Besiedlung. Wie andere Hörnchen wird auch diese Art prinzipiell als Fleischquelle oder für den Schießsport bejagt, der ökonomische Wert der Tiere ist allerdings gering.
Einen negativen Effekt auf die Bestände hat wahrscheinlich auch die Einführung der eigentlich gebietsfremden Aberthörnchen (Sciurus aberti), durch die ein Konkurrenzdruck auf die Arizona-Grauhörnchen ausgeübt wird.

## Belege
1. 1 2 3 4 5 6 7 8 9 10  Richard W. Thorington Jr., John L. Koprowski, Michael A. Steele: Squirrels of the World. Johns Hopkins University Press, Baltimore MD 2012, ISBN 978-1-4214-0469-1, S. 43–44.
2. 1 2  Troy L. Best, Suzanne Riedel: Sciurus arizonensis. Mammalian Species 496, 23. Juni 1995 (Volltext)
3. 1 2 3  Sciurus arizonensis in der Roten Liste gefährdeter Arten der IUCN 2015.1. Eingestellt von: A.V. Linzey,R. Timm, S.T. Álvarez-Castañeda, I. Castro-Arellano, T. Lacher, 2008. Abgerufen am 3. September 2015.
4. 1 2  Nichole L. Cudworth, John L. Koprowski: Foraging and reproductive behavior of Arizona gray squirrels (Sciurus arizonensis): impacts of climatic variation. Journal of Mammalogy 94 (3), 2013; S. 683–690. doi:10.1644/12-MAMM-A-087.1
5. 1 2 3  Sciurus arizonensis. In: Don E. Wilson, DeeAnn M. Reeder (Hrsg.): Mammal Species of the World. A taxonomic and geographic Reference. 2 Bände. 3. Auflage. Johns Hopkins University Press, Baltimore MD 2005, ISBN 0-8018-8221-4.